# Mishal Al-Ahmad Al-Jaber Al-Sabah
Mishal Al-Ahmad Al-Jaber Al-Sabah (tiếng Ả Rập: الشَّيْخ مِشعَل الأَحمَد الْجَابِر الصَّباح, đã Latinh hoá: ash-shaykh Mishʻal al-ʾAḥmad al-Jābir aṣ-Ṣabāḥ; sinh ngày 27 tháng 9 năm 1940) là Emir Kuwait. Mishal dành phần lớn sự nghiệp trong bộ máy an ninh và tình báo của Kuwait. Trước khi lên ngôi Emir, ông là thái tử lớn tuổi nhất trên thế giới.

## Tiểu sử
Con trai của nhà cai trị Sheikh quốc Kuwait thứ mười Ahmad Al-Jaber Al-Sabah (trị. 1921–1950), Mishal sinh ngày 27 tháng 9 năm 1940. Ông là con trai thứ bảy của Ahmad, và là em cùng cha khác mẹ của ba tiểu vương Kuwait liên tiếp: Jaber Al-Ahmad Al-Jaber Al-Sabah (1977–2006), Sabah Al-Ahmad Al-Jaber Al-Sabah (2006–2020), và Emir hiện tại Nawaf Al-Ahmad Al-Jaber Al-Sabah (2020–hiện tại).
Mishal theo học tiểu học tại trường Al Mubarakiya ở Kuwait, sau đó sang Anh du học tại trường Cao đẳng Cảnh sát Hendon rồi tốt nghiệp năm 1960. Sau khi tốt nghiệp Hendon, Mishal gia nhập Bộ Nội vụ Kuwait (MOI). Từ năm 1967 đến năm 1980, ông là người đứng đầu cơ quan tình báo và an ninh nhà nước của MOI. Với vai trò này, ông giám sát sự phát triển của tổ chức tình báo thành Cơ quan An ninh Nhà nước Kuwait, đồng thời làm giám đốc đầu tiên của cơ quan.
Vào ngày 13 tháng 4 năm 2004, Emir đương thời Jaber Al-Ahmad Al-Jaber Al-Sabah đã bổ nhiệm Mishal làm phó tư lệnh Lực lượng Vệ binh Quốc gia Kuwait (KNG) để thay thế cho Nawaf. Phó tư lệnh là một trong những vị trí phòng thủ nội bộ quyền lực nhất của Kuwait. Mishal là người có quyền lực nhất trong cơ quan, vì vị trí tư lệnh do Salem Al-Ali Al-Sabah, thành viên cao cấp nhất của Nhà Sabah nắm giữ, chỉ mang tính biểu tượng.
Tại KNG, Mishal lãnh đạo một cuộc cải cách của cơ quan này và trấn áp tham nhũng. Dưới nhiệm kỳ của Mishal, KNG gia nhập Hiệp hội Hiến binh và Lực lượng Cảnh sát Quốc tế có Tình trạng Quân sự (FIEP) vào năm 2019. Mishal từ chức tại KNG vào năm 2020 sau khi được đề cử làm Thái tử.
Ngay sau khi người anh cùng cha khác mẹ Sabah trở thành tiểu vương vào năm 2006, Mishal được coi là một trong ba người ra quyết định hàng đầu trong gia tộc cầm quyền Al-Sabah. Trong nhiệm kỳ của mình, Mishal được cho là đã từ chối các vai trò cấp cao hơn để tránh xung đột chính trị và duy trì mối quan hệ trong gia đình.
Khi sức khỏe của người anh cùng cha khác mẹ Sabah bắt đầu suy yếu, ảnh hưởng của Mishal ngày càng lớn. Ông bắt đầu tháp tùng Sabah trong các chuyến thăm chính thức, bao gồm cả việc đến Phòng khám Mayo ở Hoa Kỳ để điều trị y tế.

### Thái tử
Thái tử Nawaf trở thành tiểu vương sau cái chết của người anh cùng cha khác mẹ Sabah vào ngày 29 tháng 9 năm 2020. Theo luật Kuwait, Nawaf có thời hạn một năm để lựa chọn Thái tử cho mình. Tuy nhiên, sau tám ngày ngắn kỷ lục, ông đã chọn người em cùng cha khác mẹ Mishal vào ngày 7 tháng 10. Tại một phiên họp đặc biệt của Quốc hội Kuwait vào ngày hôm sau, tất cả 59 thành viên của quốc hội đã nhất trí thông qua việc bổ nhiệm Mishal. Khi đảm nhận vai trò Thái tử ở tuổi 80, Mishal trở thành thái tử lớn tuổi nhất thế giới.
Việc bổ nhiệm Mishal, một trong những thành viên lớn tuổi nhất của gia đình cầm quyền Kuwait, được các nhà phân tích giải thích là dấu hiệu cho thấy những người cai trị đất nước muốn tránh những thay đổi quan trọng, chẳng hạn như chuyển giao cho thế hệ lãnh đạo tiếp theo. Mishal đã được chọn thay vì các ứng viên khác cho ngôi vị Thái tử bao gồm cựu Thủ tướng Nasser Al-Mohammed Al-Sabah và phó thủ tướng Nasser Sabah Al-Ahmad Al-Sabah, người đã qua đời sau đó. Những lựa chọn này bị cho là gây tranh cãi hơn.
Mishal được xem là sẽ đảm nhận vai trò lớn hơn so với các Thái tử trước đây do tuổi cao của Nawaf. Ví dụ, vào ngày 2 tháng 9 năm 2020 ông đã hội đàm với Phó Tổng thống Hoa Kỳ Kamala Harris về quan hệ song phương Hoa Kỳ-Kuwait và vai trò của Kuwait trong việc sơ tán thường dân tại Afghanistan.
Để đối phó với tình trạng bất ổn và bế tắc chính trị ở Kuwait, Thái tử Mishal tuyên bố giải tán Quốc hội Kuwait vào ngày 17 tháng 4 năm 2023, trích dẫn một đạo luật trao quyền cho tiểu vương làm như vậy khi phát biểu trên truyền hình.
Mishal cũng đã đại diện cho Kuwait tại các sự kiện quan trọng ở nước ngoài, bao gồm tang lễ Nữ hoàng Elizabeth II tại Tu viện Westminster, Luân Đôn vào năm 2022 và đám cưới của Thái tử Jordan Hussein bin Abdullah sau đó một năm.

### Emir
Mishal trở thành tiểu vương Kuwait sau cái chết của người tiền nhiệm, người anh cùng cha khác mẹ của ông là Nawaf Al-Ahmad Al-Jaber Al-Sabah, vào ngày 16 tháng 12 năm 2023 ở tuổi 86, sau khi nhập viện vào tháng 11 để cấp cứu y tế.

## Đời tư
Mishal có hai người vợ: Nuria Sabah Al-Salem Al-Sabah và Munira Badah Al-Mutairi. Ông có 12 người con: năm trai, bảy gái. Ông là người sáng lập và cựu chủ tịch danh dự của Hiệp hội Phát thanh Nghiệp dư Kuwait. Mishal còn là chủ tịch danh dự của Hiệp hội Phi công Kỹ sư máy bay Kuwait và Diwan của các nhà thơ.

## Huân chương
- Bahrain: Thành viên hạng đặc biệt của Huân chương Sheikh Isa bin Salman Al Khalifa (13 tháng 2 năm 2024)[17]
- Pháp: Bắc Đẩu bội tinh (2018), do Florence Parly, Bộ trưởng Bộ Lực lượng Vũ trang trao tặng[18]
- Ả Rập Xê Út: Huân chương Vua Abdulaziz (30 tháng 1 năm 2024)[19]
- Oman: Huân chương Al-Said (6 tháng 2 năm 2024)[20]
- UAE: Huân chương Zayed (5 tháng 3 năm 2024)[21]